# Gmina Gorišnica
Gorišnica – gmina we wschodniej Słowenii. W 2002 roku liczyła 5800 mieszkańców.

## Miejscowości
Miejscowości wchodzące w skład gminy Gorišnica:
- Cunkovci
- Formin
- Gajevci
- Gorišnica – siedziba gminy
- Mala vas
- Moškanjci
- Muretinci
- Placerovci
- Tibolci
- Zagojiči
- Zamušani